# 韩忠 (黄巾军)
韓忠（2世纪—184年），东汉末期人物，南陽黄巾軍将领。
韩忠是黄巾渠帅张曼成麾下，中平元年（184年），韩忠包围宛城，与官軍朱儁对峙。南阳太守秦颉杀死张曼成后，继续拥立赵弘为帅，但赵弘随即被朱儁再次剿灭。韩忠率领余部占据宛城（今河南南阳），与朱儁相持，后被朱儁击败而投降，但却被南阳太守秦颉所杀。韓忠之後孫夏继续反抗，被朱儁击敗战死，南陽黄巾軍完全被消滅。
《三国演義》和孫仲、趙弘共围宛城，和官軍朱儁、劉備作战。韓忠想要投降，朱儁不許。韓忠于是逃亡，朱儁与刘备、关羽、张飞率三军掩杀，射死韩忠。